# Plage de Clugny
La plage de Clugny est une plage de la mer des Caraïbes située à l'ouest de Sainte-Rose et à l'est de Deshaies en Guadeloupe. 
Positionnée en contrebas de la Pointe Allègre à l'ouest de l'embouchure de la rivière du Vieux-Fort et au nord de la plage du Vieux-Fort, elle est longée par la route RN2. 

## Écologie
La plage de sable blond, longue d'environ 1 km séparée en deux unités distinctes de 500 m chacune par un affleurement de rochers, est un site de ponte pour les tortues marines tout comme l'îlet à Kahouanne – du nom de la tortue Caouanne – situé en face à l'ouest.

## Galerie

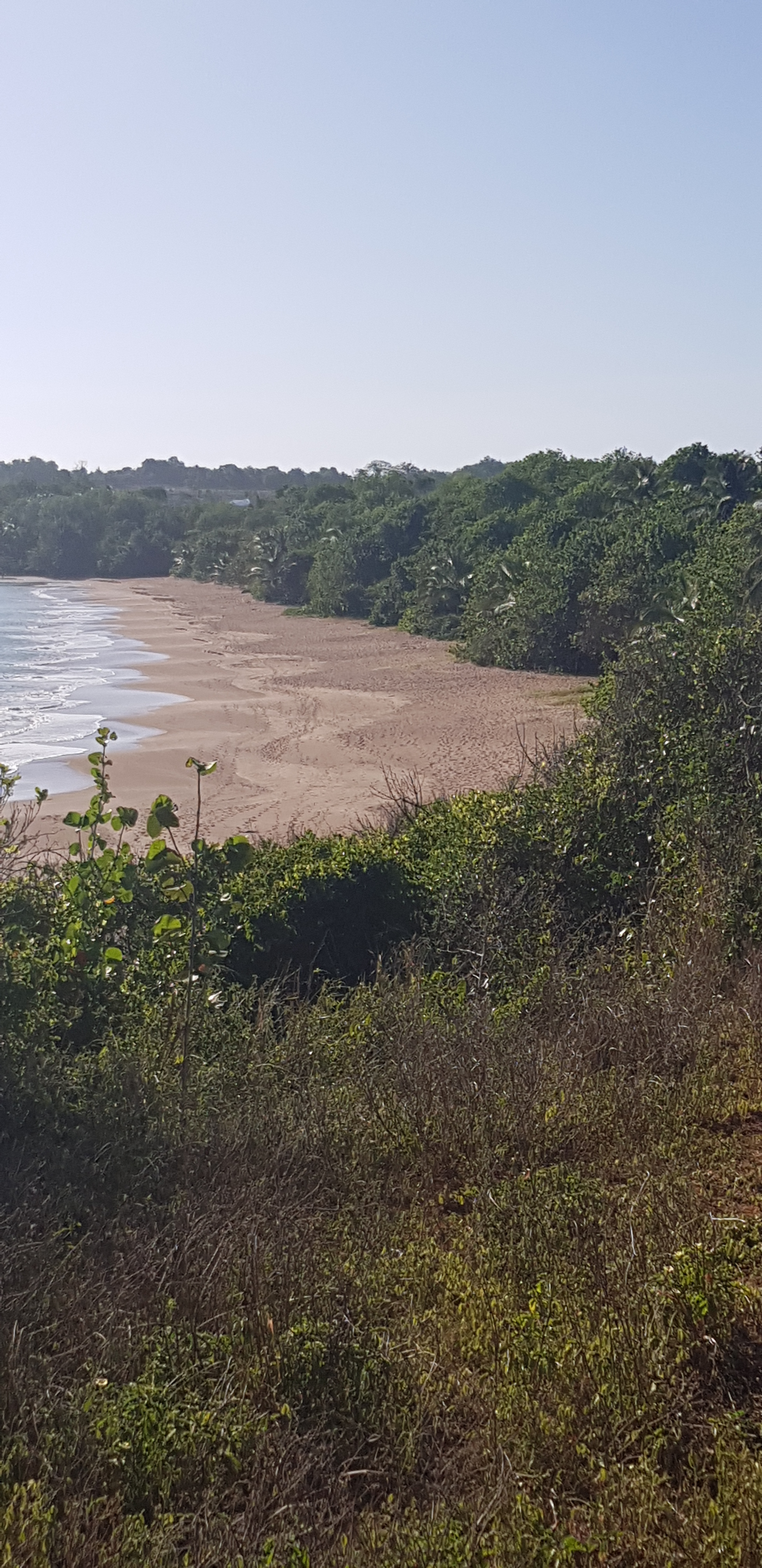
La plage de Clugny vue de l'espace la séparant de la plage du Vieux-Fort
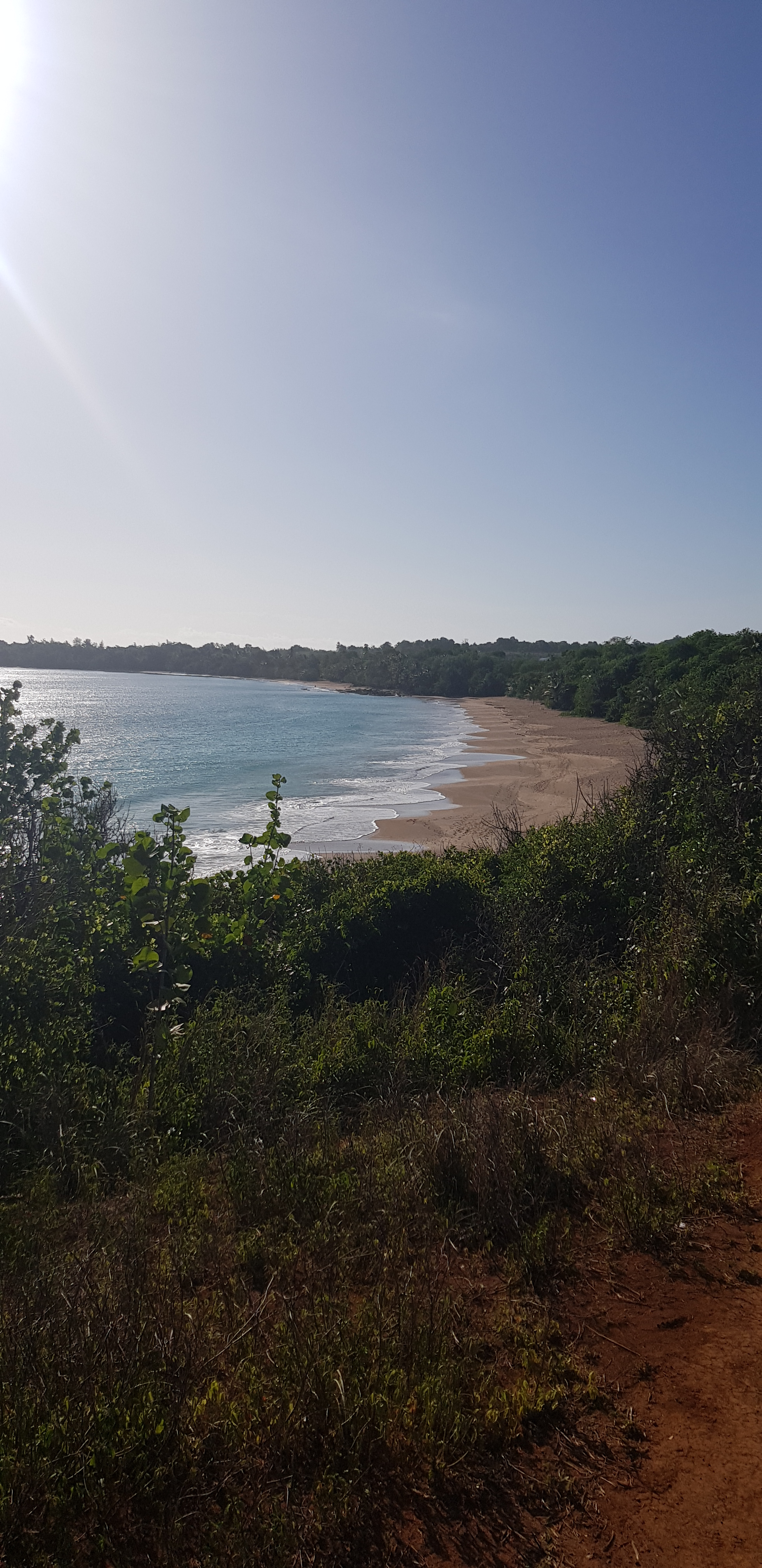
Plage de Clugny (vue générale)